# LTT 1445

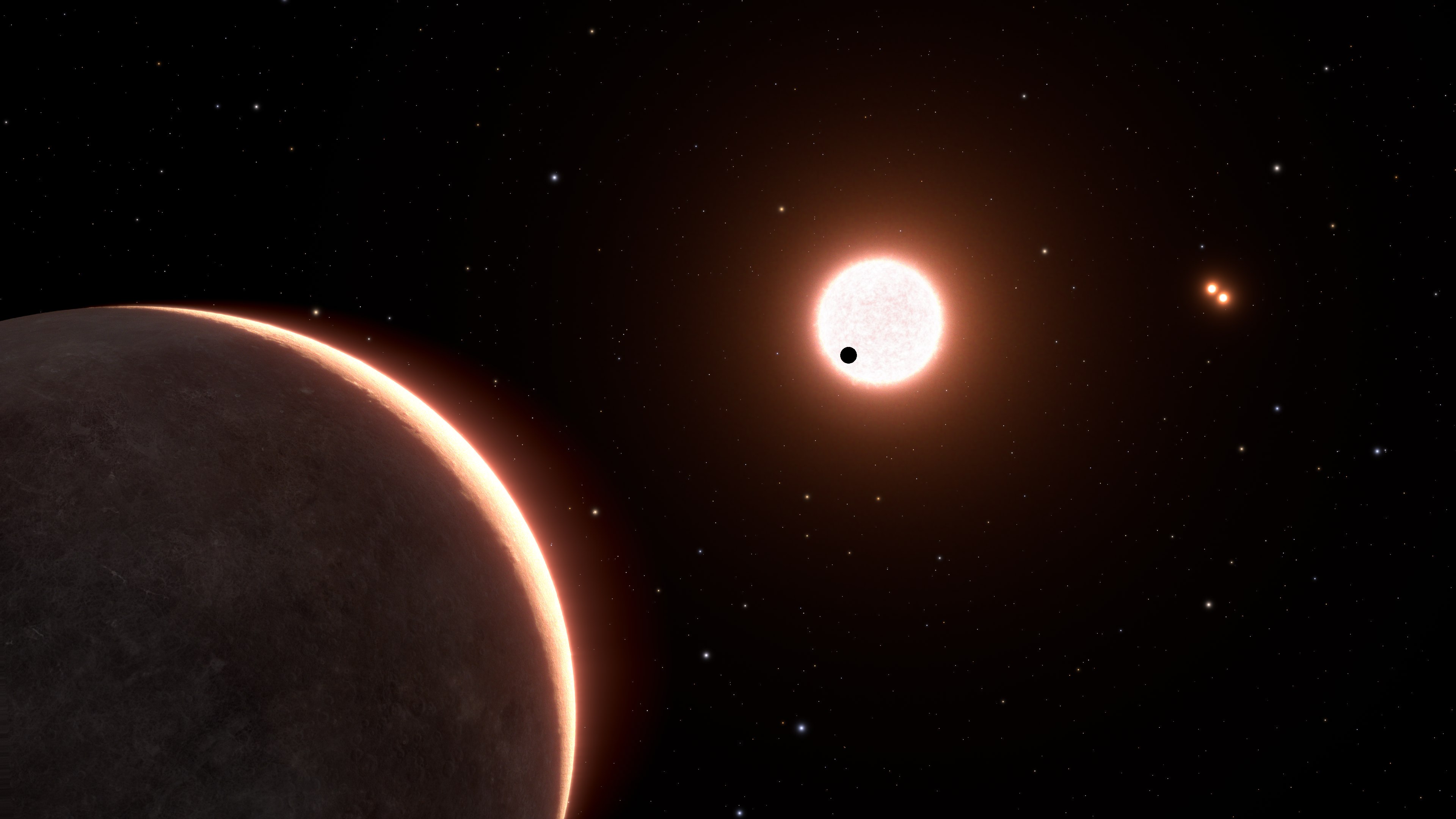
LTT 1445 Acの想像図

LTT 1445とは、地球からエリダヌス座の方向に約22光年離れた場所に位置するスペクトル分類がM型の赤色矮星の三重星系である。この星系でメインの恒星であるLTT 1445Aには、2つの太陽系外惑星が周囲を公転していることが知られている。公転周期が約5.36日である1つ目の惑星は2019年に発見され、約3.12日である2つ目の惑星は2022年に発見された。これらの惑星は、12:7の軌道共鳴の関係に近い。2019年8月の時点で、これは発見された中で2番目に近いトランジット惑星を持つ惑星系であり、最も近いのはHD 219134のbとcである。

## 恒星系
恒星系内に存在している3つの恒星は全てスペクトル分類がM型の赤色矮星であり、質量は0.16～0.26太陽質量の範囲となっている。LTT 1445 A と LTT 1445 B・Cは、互いに約 34 au 離れており、約250年の周期で互いに周回している。BとCのペアは、軌道離心率が0.5以内の軌道を約36年ごとに互いに周回している。3つの恒星の整列とB・Cペアの真横向きの軌道は、恒星系の共面を示唆している。トランジット（恒星面通過）を起こす惑星 LTT 1445 Abの存在は、LTT 1445 系の天体がどれもほぼ同一平面上に軌道面があることを示唆している。
TESSによる光度曲線データは、恒星黒点による恒星フレアと自転による明るさの変化が起きていることを示している。これらは恐らくBまたはCのいずれかで発生しているとみられている。

## 惑星系
主星の LTT 1445 A の周囲には、2023年11月時点で3個の太陽系外惑星が公転していることが知られている。
| 名称 （恒星に近い順） | 質量               | 軌道長半径 （天文単位）  | 公転周期 (日)                  | 軌道離心率      | 軌道傾斜角        | 半径               |
| --------------------- | ------------------ | ------------------------ | ------------------------------ | --------------- | ----------------- | ------------------ |
| c                     | 1.37 ± 0.19 M⊕     | 0.02659+0.00047 −0.00049 | 3.1238994+0.0000031 −0.0000033 | <0.223          | 87.46+0.13 −0.21° | 1.07+0.10 −0.07 R⊕ |
| b                     | 2.73+0.25 −0.23 M⊕ | 0.03810+0.00067 −0.00070 | 5.3587635+0.0000044 −0.0000045 | <0.110          | 89.53+0.33 −0.40° | 1.34+0.11 −0.06 R⊕ |
| d                     | ≥2.72±0.75 M⊕      | 0.09±0.02                | 24.30+0.03 −0.08               | 0.26+0.14 −0.13 | —                 | —                  |

### LTT 1445 Ab
LTT 1445 Abは、太陽系外惑星探索衛星TESSによるトランジット法でのデータを分析したハーバード・スミソニアン天体物理学センターの天体物理学者らによって2019年6月に発見された。高精度視線速度系外惑星探査装置 (HARPS) によるドップラー分光法での観測を含むフォローアップ観測で得られたデータから、研究チームは LTT 1445 Ab の質量の値に制約を課すことに成功している。LTT 1445 Ab は恐らく岩石惑星であると考えられており、主星の近くを公転しているが、その主星が太陽よりも小さく暗い赤色矮星であるため、平衡温度は 433+28
−27 K (160 ℃) に留まっている。
2022年には、LTT 1445 Ab のより正確な質量の測定が行われた。この研究で得られた LTT 1445 Ab の質量は、2.87±0.25 地球質量で、実際にこの惑星が地球のような組成で構成されてえいることを確認した。

### LTT 1445 Ac
2番目の惑星である LTT 1445 Ac は、上記の2022年の研究で新たに発見され、公転周期は約3.1日である。このときに算出された LTT 1445 Ac の質量は1.54地球質量であった。LTT 1445 Ac も LTT 1445 Ab と同様にトランジットを起こすが、大きさが小さいためドップラー分光法での検出が難しく、正確な大きさの測定も困難であるとされた。LTT 1445 Ab とは12:7の軌道共鳴に近い関係にあるとされており、LTT 1445 Abが軌道を7周する間に、LTT 1445 Ac は軌道を11.988周する。
2023年に公表された研究で、ハッブル宇宙望遠鏡によって以前よりも LTT 1445 Ab と LTT 1445 Ac の詳細な特性が明らかになり、2つの惑星はいずれも地球のような岩石で構成された地球型惑星であると確認された。また、この研究で LTT 1445 Ac は以前の研究よりも地球に近い大きさであることが判明し、表面の平衡温度も 516 K (243 ℃) であると求められた。

### LTT 1445 Ad
2022年10月、ESPRESSOによるドップラー分光法を用いた観測で、2つの惑星よりも外側を公転している新たな惑星候補 LTT 1445 Ad の発見が公表された。公転周期は24.30日である。LTT 1445 Ad は、内側の2つの惑星とは異なり、トランジットを起こさない惑星であるとされている。